# Oliver Knussen
Oliver Knussen (Glasgow, 12 giugno 1952 – Londra, 9 luglio 2018) è stato un compositore e direttore d'orchestra britannico.

## Biografia
Il padre, Stuart, era il primo contrabbasso della London Symphony Orchestra. Oliver compì studi di composizione con John Lambert e fu seguito anche da Benjamin Britten, oltre a seguire corsi estivi assieme a Gunther Schuller a Tanglewood e poi a Boston. È stato alla testa delle attività di musica contemporanea a Tanglewood tra il 1986 e il 1988. È stato marito di Sue Knussen, produttrice di origini statunitensi e direttrice delle trasmissioni musicali della BBC, e dal matrimonio è nata Sonya, ora mezzosoprano. Nel 2003 alla scomparsa della moglie, il compositore ha dato vita alla Sue Knussen Composers Fund che onora la sua memoria ed eredità professionale... e commissiona a compositori emergenti musiche che verranno eseguite da complessi di musica contemporanea in tutto il mondo.
L'autore ha risieduto a Snape nel Suffolk, località che ospitò Britten in uno dei suoi più fecondi periodi creativi. Ivi, dal 2003 si svolgono gli Snape Proms, che gareggiano quanto a numero di spettatori con il festival di Aldeburgh.

## L'opera
Inizialmente è stato influenzato dal modernismo di Alban Berg e Benjamin Britten, che si manifesta in lavori adolescenziali come la Sinfonia n.1 (1966-67) e il Concerto per orchestra (1968-70), che accoglie suggestioni dei sinfonisti nordamericani. Nella Sinfonia n.2 l'identità compositiva di Knussen è già abbondantemente formata.
È stato principale direttore ospite della Orchestra Residente a L'Aia (1992-1996), codirettore artistico al Festival di Aldebrugh (1983-1998) e direttore musicale della London Sinfonietta (1998-2002), di cui è candidato direttore. Dal settembre 2006 è artista associato al Birmingham Contemporary Music Group.
Le sue composizioni più celebri sono due opere per l'infanzia Where the Wild Things Are (prima rappresentazione in concerto nell'Horizons Hall di New York dell'Op. 20, opera-fantasia per bambini in 2 atti, libretto del compositore e Maurice Sendak diretta da Zubin Mehta nel 1984) e Higglety Pigglety Pop! (prima assoluta incompleta il 13 ottobre 1984 al Glyndebourne Festival Opera con la London Sinfonietta diretta dal compositore) su libretto di Maurice Sendak e basati sui libri per bambini del medesimo. 

## Composizioni
- Sinfonia n.1 (1966-1967)
- Sinfonia n.2 op. 7 per soprano e piccola orchestra da camera (1971) nel Berkshire Music Center di Tanglewood a Lenox (Massachusetts) diretta dal compositore con Yehudi Menuhin.
- Sinfonia n.3 (1973-1979)
- Hums and Songs of Winnie-the-Pooh (1970-1983)
- Ophelia Dances, Book 1 (1975)
- Trumpets (1975)
- Triptych (Autumnal, Cantata, Sonya's Lullaby), 1975-1977)
- Coursing (1979)
- Violin Concerto (2002)
- Songs for Sue (2006)